# Ulla Löfven
Ulla Margareta Löfven, folkbokförd Löfvén, under en period Johansson, född Arvidsson den 29 maj 1951 i Stora Malms församling, Södermanland, är en svensk kyrkopolitiker, politisk tjänsteman och hustru till Sveriges före detta statsminister Stefan Löfven.
Ulla Löfven är uppväxt i Skorped. Liksom sin make Stefan Löfven har hon arbetat på Hägglund & Söner, som chefssekreterare. Det var också där som hon träffade Stefan Löfven. Hon har varit gift tidigare och har två barn. Stefan och Ulla Löfven gifte sig i november 2003.
Hon arbetade som assistent till partisekreteraren Carin Jämtin fram till dess att hennes make valdes till partiledare i januari 2012.

## Kyrkopolitik
Ulla Löfven definierar sig inte som kristen (Kyrkans tidning 22/6 2017).  men har ett starkt kyrkopolitiskt engagemang. Hon är ledamot av Svenska kyrkans högsta beslutande organ kyrkomötet. I Stockholm har hon varit kyrkofullmäktiges ordförande och sitter i kyrkorådet i Adolf Fredriks församling.